# Clemensia alembis
Clemensia alembis là một loài bướm đêm thuộc phân họ Arctiinae, họ Erebidae.